# AXC
AXC（アックス）は、福島県福島市にある商業施設。

## 概要
JR東日本福島駅東口の駅前通り沿いに位置する12階建ての商業施設であり、ショッピングゾーン、オフィスゾーン、ホテルゾーンで構成されている。もともと長崎屋福島店が入居する「ニュー福ビル」として建設され、その後同店の撤退などを経て2008年4月25日、前身となるファッションプラザレッツからの改装を行いオープンした。

## 歴史
- 1979年（昭和54年）10月6日 - 福島駅再開発事業の一環としてニュー福ビル竣工、キーテナントとして「長崎屋福島店」が移転開業し、ホテル「福島東急イン」が開業。
- 1999年（平成11年）9月23日 - 業績不振により「長崎屋福島店」が閉店。
- 200X年 - 旧長崎屋レストラン街に代々木ゼミナールサテライン予備校福島校が開校。2007年に福島駅北側に完成した福島キャピタルフロントへ移転、閉鎖。
- 2002年12月19日 - 福島商工会議所が主導となり、旧長崎屋のスペースの一部にファッションプラザ レッツが開業。同年11月19日に破産のために営業を終了した、駅前通りを挟んで向かい側にあるコルニエツタヤに入居していた一部のテナントが移転開業。
- 2008年4月25日 - 商業複合施設「AXC」（アックス）として再オープン
- 2010年（平成22年）8月31日 - 賃貸契約満了により「福島東急イン」が閉館。横浜市に本社を置くブリーズベイホテルが運営する「ホテルクラウンヒルズ福島」として再オープン。

## フロア構成
- AXCAXCショッピングゾーン（B1～3F）

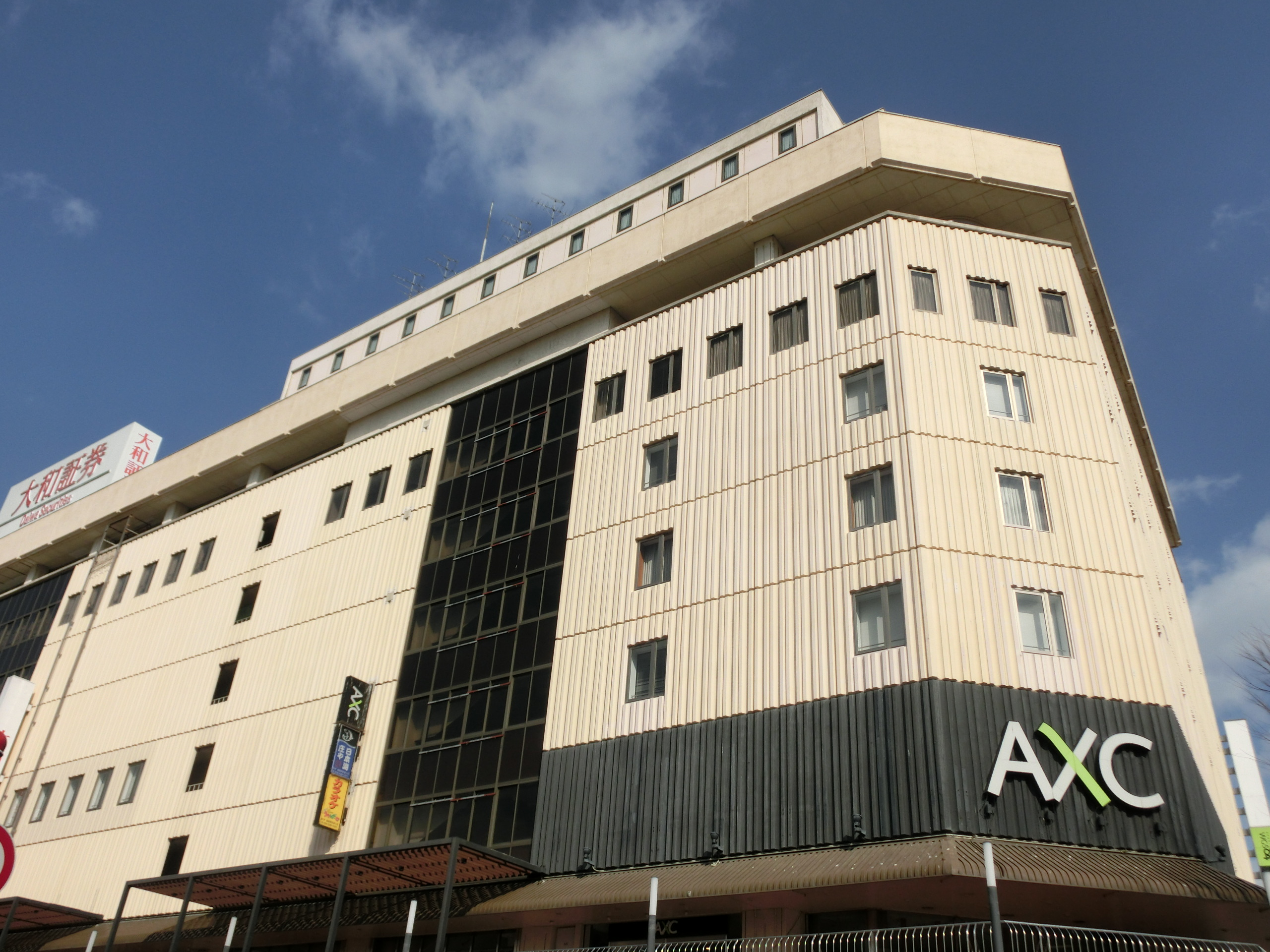
AXC

  - 日本海庄屋・うたうんだ村 福島駅前通り店・（B1階）
  - ブルービーンズコーヒー 福島店（2F）
  - Seria 生活良品 AXC福島店（3F）
- 福島県立医科大学 医療－産業トランスレーショナルリサーチセンター（5F）
- 福島復興再生総局（5・7F）
- 復興庁 福島復興局（5・7F）
- 環境省 福島地方環境事務所（4・5・6F）
- ホテルクラウンヒルズ福島（8～12F）

## アクセス
- 福島駅 JR東日本 （■東北本線■奥羽本線（山形線））・阿武隈急行（■阿武隈急行線）徒歩5分 国道13号信夫通り・駅前通り沿い。